# توم ستاغ
توم ستاغ (بالإنجليزية: Tom Stagg)‏ (و. 1923 – 2015 م)هو محامي، وقاضي، ومصور من الولايات المتحدة الأمريكية .
وهو عضو في الحزب الجمهوري .
توفي في شريفبورت .

## التعليم
تعلم في جامعة ولاية لويزيانا.